# William Hartnell
William Henry Hartnell, även känd som Billy Hartnell, född 8 januari 1908 i London, död 23 april 1975 i Marden, Kent, var en brittisk skådespelare. Hartnell är mest känd som den förste inkarnationen av Doktorn i BBC-serien Doctor Who.

## Biografi
Hartnell föddes i stadsdelen St Pancras i London 1908. Hans mamma Lucy Hartnell arbetade som kontorist och pappan uppgavs vid födseln som okänd. Hartnell studerade vid Italia Conti Stage School.
I samband med att Hartnell 1928 spelade i pjäsen Miss Elizabeth's Prisoner av Robert Neilson Stephens träffade han skådespelerskan Heather McIntyre (född Amy Heather Miriam Armstrong McIntyre 1906 eller 1907, död 1984). Hartnell och McIntyre gifte sig 1929 och fick en dotter.
I början av sin karriär uppträdde Hartnell under artistnamnet Billy Hartnell, något han fortsatte med till mitten av 1940-talet. Det var under det namnet han filmdebuterade med en mindre roll i The School for Scandal 1930 samt på Londons teaterscen 1932. Hartnell fortsatte att framträda i framför allt lågbudgetfilmer under 1930-talet.
Under andra världskriget tjänstgjorde Hartnell i de brittiska pansartrupperna. Efter arton månaders tjänstgöring blev Hartnell dock friställd på grund av att han fått nervöst sammanbrott.
Efter att Hartnell lämnat Brittiska armén återvände han till skådespelandet. Sitt genombrott fick han då i rollen som Sergeant Fletcher i The Way Ahead 1944. Hartnell kom under sin karriär att återkommande spela militära karaktärer.
Hartnell 1963 spelade en rugbytalangscout i Lindsay Andersons film Idolen. Tack vare sin rolltolkning i den filmen erbjöds Hartnett huvudrollen i BBC:s serie Doctor Who, som hade premiär senare samma år. Hartnell var den första att spela doktorn och kom att spela in 134 avsnitt av serien under åren 1963–1966.
Efter att hans hälsa blev sämre kom Hartnell i början av 1970-talet att vårdas på heltid i hemmet i Marden, Kent av sin hustru. I december 1974 lades han in på sjukhuset i Coxheath där han efter ett antal strokes avled i april 1975, 67 år gammal.

## Filmografi (i urval)
Under sin karriär gjorde Hartnell över 60 roller på film och TV, och därtill även flera scenframträdanden. Nedan följer ett urval av hans filmroller och TV-framträdanden.
- 1930 – The School for Scandal
- 1932 – Say It with Music
- 1935 – While Parents Sleep
- 1937 – Nothing Like Publicity
- 1939 – Murder Will Out
- 1942 – The Peterville Diamond
- 1944 – The Way Ahead
- 1948 – Lagt kort ligger
- 1950 – Double Confession
- 1952 – The Holly and the Ivy
- 1956 – Kompaniets svarta får
- 1957–1961 – The Army Game (TV-serie)
- 1958 – Nu tar vi sergeanten
- 1960 – Piccadilly Third Stop
- 1963 – Idolen
- 1963–1966 – Doctor Who (TV-serie)